# Phaenicophilidae
Phaenicophilidae là một họ chim thuộc bộ Sẻ (Passeriformes). Họ này bao gồm 3 chi và 4 loài, và tất cả đều là loài đặc hữu của Hispaniola. Các loài trong họ này trước đây được xếp trong họ Thraupidae (Phaenicophilus) và Parulidae (Xenoligea, Microligea).

## Các loài
| Hình ảnh | Chi                             | Loài còn tồn tại                                         |
| -------- | ------------------------------- | -------------------------------------------------------- |
|          | Phaenicophilus Strickland, 1851 | - Phaenicophilus palmarum - Phaenicophilus poliocephalus |
|          | Xenoligea Bond, 1967            | - Xenoligea montana                                      |
|          | Microligea Cory, 1884           | - Microligea palustris                                   |